# Nidoqueen
Nidoqueen is een Pokémon uit de Kanto-regio. Zij is van de types van Gif en Grond. Je kunt haar vangen in Kanto, Johto, Hoenn en Kalos.
Nidoqueen leert een aantal sterke aanvallen, zoals Earth Power en Superpower. Ze leert ook een paar fysieke aanvallen, zoals Body Slam en Double Kick.
Nidoqueen is geëvolueerd van Nidorina met een maansteen, en die is weer geëvolueerd van Nidoran♀ op level 16. Dat betekent dat Nidoqueen minimaal level 16 kan zijn.